# Richard Kluger
Richard Kluger (Paterson, 18 settembre 1934) è uno scrittore e giornalista statunitense; ha vinto il Premio Pulitzer e la sua attività si concentra principalmente su temi riguardanti la società, la politica e la storia.

## Vita e carriera di giornalista
Nato a Paterson, N.J., nel settembre 1934 Kluger, dopo il divorzio dei genitori avvenuto quando aveva sette anni, è cresciuto con la madre Ida e il fratello maggiore Alan nell'Upper West Side di New York. Entrambi i genitori non avevano completato la scuola superiore ma hanno fatto in modo che i due figli avessero l'opportunità di una buona istruzione. Kluger si iscrisse alla Columbia School of Journalism ma non si è laureato.
Ha frequentato la Horace Mann School nel quartiere Riverdale nella parte nord ovest del Bronx e la Princeton University. Ha raggiunto l'eccellenza nella specializzazione in lingua inglese, tuttavia il suo principale hobby in collegio è stato il giornale della scuola, il Daily Princetonian, del quale è stato redattore nell'anno accademico 1955-1956.
Kluger è stato notevolmente aiutato nel suo lavoro saggistico dalle capacità di ricerca della moglie Phyllis Schlain che aveva sposato nel South Orange, New Jersey, nel marzo del 1957. Phyllis Schlain aveva frequentato il Douglass College e successivamente la Columbia University dove si era laureato in Storia dell'arte.
La sua formazione accademica e una spiccata attitudine per la fiber art sono state un'ottima base quando ha scritto due libri: A Needlepoint Gallery of Patterns from the Past edito da Knopf (Una galleria ricamo ad ago di modelli del passato - Mondadori), e Victorian Designs for Needlepoint (Disegni e modelli vittoriani per ricamo ad ago) pubblicato da. Phyllis è anche la creatrice di quilt satirici e documentari come Cereal Killer Strikes Again (Il cereale colpisce ancora) ed The Real George Washington, Warts and All (Il vero George Washington, nel Bene e nel Male) che trattano, tra gli altri argomenti, dell'ascesa e della caduta dell'Impero britannico, delle famiglie americane, e della caduta del comunismo sovietico. Il suo quilt The Princeton-Yale Game Increases in Intensity che misura sei piedi (circa m 1,80)  è in mostra permanente presso il Frist Student Center della Princeton University. I Kluger hanno due figli, Matthew di professione avvocato e Ted che è costruttore-appaltatore, e sei nipoti.

## Carriera di scrittore
Kluger ha iniziato la sua carriera come giornalista, scrivendo per vari piccoli giornali. In seguito egli ha scritto per il Wall Street Journal, il New York Post, ed il New York Herald Tribune che è stato il suo ultimo editore e ha scritto per riviste tra le quali Forbes.
Kluger ha lasciato il giornalismo per lavorare come redattore esecutivo di Simon & Schuster e redattore capo per l'Atheneum Books.
Egli ha scritto libri di narrativa e storia a tema sociale ed è l'autore di sei romanzi più altri due titoli scritti in collaborazione con la moglie Phyllis.
Due dei suoi libri, Simple Justice e The Paper (una storia dell'Herald Tribune, sono stati finalisti del National Book Award.
Il suo studio storico sul business delle sigarette americane, Ashes to Ashes: America's Hundred-Year Cigarette War, the Public Health, and the Unabashed Triumph of Philip Morris (Cenere alla cenere: La guerra centenaria alla sigaretta d'America, la salute pubblica, e il trionfo imperturbabile di Philip Morris), ha vinto il Premio Pulitzer nel 1997.
Nel 2006, Kluger ha pubblicato Seizing Destiny: How America Grew from Sea to Shining Sea (Cogliere il destino: Come l'America è cresciuta da mare a mare splendente) un'estesa indagine su come si è costituito l'attuale territorio degli Stati Uniti. Il libro ha ricevuto recensioni contrastanti che alternano complimenti per le sue dettagliate intuizioni di una storia poco raccontata a critiche per presunti pregiudizi, errori, inferenze e parzialità dell'autore, e per lo stile ritenuto prolisso.
Nel 2011 Kluger ha pubblicato The Bitter Waters of Medicine Creek: A Tragic Clash Between White and Native America (Le acque amare di medicina creek: Uno Scontro Tragico tra i bianchi e i Nativi americani)

## Politica
La scrittura di Kluger è stata definita liberale, e/o enfatizzante il punto di vista delle ingiustizie razziali.
Nel 1968 Kluger ha firmato la Writers and Editors War Tax Protest (Protesta degli scrittori ed editori contro imposte per la guerra) impegnandosi a rifiutare il pagamento delle imposte in segno di protesta contro la guerra del Vietnam.